# مصطفى كمال سالمي
مصطفى كمال سالمي  (مواليد 3 يوليو 1965) هو عداء جزائري متقاعد تخصص في سباقات 100 و200 متر.

## السيرة
ولد في مدينة الوادي. شارك في بطولة العالم لألعاب القوى 1987، ووصل إلى ربع النهائي في سباقي 100 متر و200 متر. كما تنافس في الألعاب الأولمبية الصيفية 1988، ووصل إلى ربع النهائي في سباق 200 متر.
فاز في ألعاب البحر الأبيض المتوسط 1987 بالميدالية البرونزية في سباق 100 متر والميدالية الفضية في سباق 200 متر. فاز بالميدالية البرونزية في سباق 200 متر في بطولة إفريقيا لألعاب القوى 1988. فاز كذلك بميداليتين ذهبيتين في بطولة المغرب 1986.

## الجوائز
| تاريخ | مسابقة                            | مكان          | نتيجة  | سباق    |
| ----- | --------------------------------- | ------------- | ------ | ------- |
| 1985  | دورة الألعاب العربية              | الدار البيضاء | الثالث | 100 متر |
| 1985  | دورة الألعاب العربية              | الدار البيضاء | الثالث | 200 متر |
| 1985  | بطولة إفريقيا لألعاب القوى 1985   | القاهرة       | الثالث | 100 متر |
| 1987  | البطولة العربية لألعاب القوى 1987 | الجزائر       | الثاني | 100 متر |
| 1987  | البطولة العربية لألعاب القوى 1987 | الجزائر       | الثاني | 200 متر |
| 1987  | البطولة العربية لألعاب القوى 1987 | الجزائر       | الثاني | 100 متر |
| 1987  | الألعاب المتوسطية                 | اللاذقية      | الثاني | 200 متر |
| 1987  | الألعاب المتوسطية                 | اللاذقية      | الثالث | 100 متر |
| 1988  | بطولة إفريقيا لألعاب القوى 1988   | عنابة         | الثالث | 200 متر |